# Livre de la prière commune

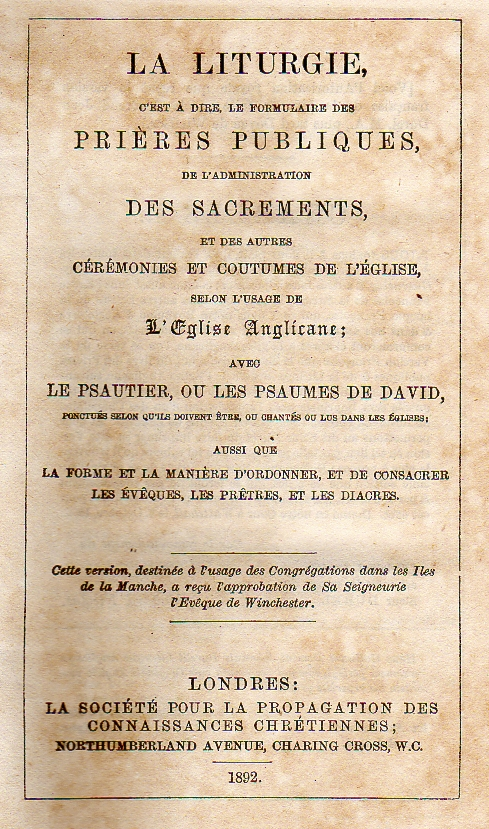
Page de titre d'une édition de 1892, reproduisant la traduction française de 1662 du Jersiais Jean Le Vavasseur dit Durel, destinée aux églises francophones.

Le Livre de la prière commune (en anglais : Book of Common Prayer) est le livre fondamental décrivant l'ensemble des prières, formules et pratiques du culte des églises de la Communion anglicane. Il fut l'un des instruments de la réforme protestante en Angleterre.
Il conserve toutefois plusieurs éléments chers à la Haute Église et il est employé dans le rite de l'usage anglican des fidèles intégrés à Rome. Son influence sur la langue anglaise est semblable à celle de la Bible du roi Jacques et des œuvres de Shakespeare ; ceci est notamment dû au fait que son usage a été rendu obligatoire par la loi d'uniformité de 1558, qui obligeait aussi tous les Anglais à aller au culte toutes les semaines.

## Version de 1549
Le livre de prière commune de 1549 est écrit sous la direction de Thomas Cranmer, archevêque de Cantorbéry, après la mort du roi Henri VIII alors que le duc de Somerset assurait la régence pour le compte du roi mineur Édouard VI. La commission réunie en septembre 1548 associait des évêques et des théologiens. Elle est le fruit d'un compromis entre les réformateurs à tendance luthérano-calviniste et les évêques nommés par Henri VIII, plus partisans d'une liturgie orthodoxe.

## Versions ultérieures
Le livre de la prière commune a subi plusieurs révisions : la principale a eu lieu en 1552, d'autres changements mineurs ont été introduits en 1559 et 1662. Dans l'Église épiscopalienne des États-Unis et dans certaines Églises méthodistes, le livre liturgique en usage s'intitule également Book of Common Prayer.

## Traductions
Une traduction française, publiée sous le titre Livre des prières publiques, fut réalisée par le prêtre jersiais Jean Le Vavasseur dit Durel, qui devint doyen de Windsor, et approuvée par Charles II d'Angleterre le 6 octobre 1662. Cette version fut destinée à l'usage des églises paroissiales des îles de la Manche et de l'Église française de la Savoie. Selon les premiers mots de la préface : 

« Depuis que l'Église anglicane a fait un corps de sa liturgie, elle a toujours eu la prudence de tenir un juste milieu entre une trop grande rigueur à refuser d'y admettre le moindre changement, et une trop grande facilité à souffrir qu'on y en introduise sans raison. »

Au XIXe siècle, le pasteur missionnaire américain Eliézer Williams a réalisé une traduction en langue mohawk.